# Salisbury (condado de Essex, Massachusetts)
Salisbury é um lugar designado pelo censo localizado no condado de Essex no estado estadounidense de Massachusetts. No Censo de 2010 tinha uma população de 4.869 habitantes e uma densidade populacional de 250,86 pessoas por km².

## Geografia
Salisbury encontra-se localizado nas coordenadas 42° 50′ 08″ N, 70° 50′ 32″ O. Segundo a Departamento do Censo dos Estados Unidos, Salisbury tem uma superfície total de 19.41 km², da qual 15.51 km² correspondem a terra firme e (20.08%) 3.9 km² é água.

## Demografia
Segundo o censo de 2010, tinha 4.869 pessoas residindo em Salisbury. A densidade populacional era de 250,86 hab./km². Dos 4.869 habitantes, Salisbury estava composto pelo 96.59% brancos, o 0.53% eram afroamericanos, o 0.18% eram amerindios, o 0.86% eram asiáticos, o 0.02% eram insulares do Pacífico, o 0.41% eram de outras raças e o 1.4% pertenciam a duas ou mais raças. Do total da população o 1.56% eram hispanos ou latinos de qualquer raça.